# فیوچراما
فیوچراما یا آینده‌نما (به انگلیسی: Futurama) مجموعهٔ پویانمایی کمدی و علمی-تخیلی‌ای است که توسط مت گرینینگ (سازندهٔ سیمپسون‌ها) و دیوید اکس. کوهن (از نویسندگان سیمپسون‌ها) ساخته و پرداخته شده‌است. این مجموعه در طول مدت پخشش، یعنی از سال ۱۹۹۹ تا ۲۰۱۳، بین سه شبکهٔ تلویزیونی جابه‌جا شده‌است. شبکهٔ فاکس (۲۰۰۳–۱۹۹۹)، شبکهٔ اَدالت سوئیم (۲۰۰۷–۲۰۰۳) و شبکهٔ کمدی سنترال (۲۰۱۳–۲۰۰۷)؛ تا این که در نهایت برای همیشه متوقف می‌شود.
ایدهٔ دنیای این مجموعه در اواسط دههٔ ۹۰، حین کار بر مجموعهٔ سیمپسون‌ها به ذهن مت گرینینگ می‌رسد. بعدها او، دیوید اکس. کوهن را نیز وارد پروژه می‌کند و با کمک یکدیگر داستان و دنیای سریال را برای ارائه به شبکهٔ فاکس، گسترش می‌دهند.
این مجموعه، ماجراهای فیلیپ جی. فرای را دنبال می‌کند. پیک غذارسانی که در آخر سدهٔ بیستم در پیتزافروشی‌ای در شهر نیویورک کار می‌کرده و پس از این که به مدت هزار سال در حالت انجماد سلولی به سر برده، حالا در سدهٔ سی و یکم، در شرکت پِلَنِت اِکسپِرِس (Planet Express) که در زمینه حمل کالا میان سیاره‌ها فعالیت دارد، مشغول به کار می‌شود.
در طول سالیان، علاوه بر فصول پخش‌شدهٔ مجموعه، ۴ فیلم نیز به صورت مستقیم به صورت دی‌وی‌دی به بازار عرضه شده‌است.

## داستان
داستان این مجموعه، حول شخصیتی به نام «فیلیپ جِی. فِرای» می‌گذرد. او پیکِ پیتزارسان ۲۵ساله‌ای‌ست که در شهر نیویورک، با شغلی که از آن راضی نیست، زندگی‌اش را می‌گذراند. فِرای، در میانهٔ شبِ سال نوی منتهی به هزارهٔ سوم، به شکلی اتفاقی درون یک محفظهٔ سرمازا حبس می‌شود و هزار سال بعد، از آن محفظه خلاص شده و خود را در دنیایی متفاوت و شهری به نام نیو-نیویورک (نیویورک جدید) می‌یابد. فِرای این اتفاق را همچون شانسی دوباره می‌بیند تا زندگی‌اش را سامان دهد، اما شغلی که از طرف دولتِ حاکم در دنیای جدید به او محول می‌شود، پرشباهت با گذشته و رساندن مرسوله‌هاست. فرای سعی می‌کند که از این سرنوشت فرار کند اما در نهایت، در شرکت پلنت اکسپرس که متعلق به تنها خویشاوند زنده‌اش، یعنی پروفسور هیوبرت فارنزوُرث است، مشغول به کار می‌شود. ماجراهایی که فِرای و شخصیت‌های دیگر در مأموریت‌های ارسالِ بسته‌ها به سراسر دنیا تجربه می‌کنند، سیر کلی این مجموعه و زمینهٔ داستان‌های گوناگونی را شکل می‌دهد.

## نویسندگان
تیم نویسندگی فیوچراما، دارای ۳ مدرک پی.اچ. دی، ۷ مدرک کارشناسی ارشد و روی‌هم‌رفته ۵۰ سال تحصیل در دانشگاه هاروارد هستند. به قول پاتریک اِم. ورون، (یکی از نویسندگان مجموعه): «ما بدون شک، زیاده‌ازحد تحصیل‌کرده‌ترین تیم نویسندگی تاریخ برای سریالی انیمیشنی بودیم.» دلیل وجود این تیم تحصیل‌کرده، نوع خاص شوخی‌ها و طنازی‌های مجموعه است که به مباحثی همچون ریاضی، هنر، فیزیک، علوم کامپیوتری، زبان‌شناسی، تاریخ و... می‌پردازد.

## بازخوردها
فیوچراما در دوران ۱۴سالهٔ پخش خود با نقدهای مثبت زیادی مواجه شده‌است. از جمله ۱۲ نامزدی در مراسم اِمی و ۱۷ نامزدی در مراسم آنی؛ که در اولین مراسم ۷ بار و در دومین مراسم ۶ بار در رشته‌های نامزدشده، برنده شده‌است. علاوه بر این‌ها، سابقهٔ ۴ نامزدی در جوایز انجمن نویسندگان آمریکا را نیز دارد؛ که از این ۴ نامزدی، ۲ بار برای قسمت‌های «رفقای خدا» و «زندانیان بِندا» توانسته برندهٔ جایزه شود. همچنین فیوچراما، در لیست ۱۰۰ انیمیشن برتر تاریخ که از سوی وبگاه آی‌جی‌ان منتشر شده‌است، در رتبهٔ هشتم جای دارد.

## شخصیت‌ها
- فیلیپ جی. فرای (با صداپیشگی بیلی وِست) شخصیت اصلی سریال است که معمولاً با نام خانوادگی‌اش، یعنی «فِرای» او را صدا می‌زنند. او پسری کندذهن اما خوش‌قلب است که در «پیتزافروشی پانوچی»، به عنوان پیک پیتزارسان کار می‌کند و سفارش‌ها را در خانهٔ مشتریان می‌رساند. روزی بر حسب تصادف در یک محفظهٔ سرمازا می‌افتد و هزار سال بعد چشم باز می‌کند و متوجه می‌شود که هیچ اثری از زندگی گذشته‌اش باقی نمانده‌است. در دنیای جدید نیز شغل پیک بسته‌رسان از طرف دولت به او محول می‌شود و در شرکت پلنت اکسپرس که متعلق به یکی از خویشاوندهای باقی‌مانده‌اش است، شروع به کار می‌کند. دوست صمیمی او «بِندِر» است.
- بِندِر بِندینگ رودریگز (با صداپیشگی جان دی‌ماجیو)، رباتی از نوع خم‌کننده است که در شرکت پلنت اکسپرس کار می‌کند. در همان قسمت اول با فرای آشنا می‌شود و کم‌کم با هم رفاقتی به هم می‌زنند. مشروب برای بندر مانند بنزین است؛ اگر آن را ننوشد، ضعیف و خمار و خسته می‌شود. مقدار زیادی هم سیگار برگ دود می‌کند. شخصیتی خودپرست، بددهن اما دوست‌داشتنی دارد. از ویژگی‌های دیگر شخصیت او، دوگانگی علاقه و تنفرش به آن‌هاست.
- تورانگا لیلا (با صداپیشگی کیتی سیگال)، مهم‌ترین خدمهٔ شرکت است و کاپیتان سفینه‌ای که با آن به دور کهکشان سفر می‌کنند. ظاهری جذاب اما یک‌چشم دارد و در واقع کسی‌ست که در مأموریت‌ها، عقلانی‌ترین تصمیمات را می‌گیرد و بیشتر اوقات، فرای و بندر و باقی گروه را از خطرهای احتمالی نجات می‌دهد. در طول سریال رابطه‌های بگیر و نگیری نیز با فرای دارد.
- پروفسور هیوبرت جِی. فارنزوُرث (با صداپیشگی بیلی وِست) دانشمندی مخترع و عجیب و غریب، و به‌شدت پیر است که ریاست شرکت پلنت اکسپرس را بر عهده دارد و از بستگان بسیار بسیار بسیار دور فرای است. او اکثر اوقات حواس‌پرت و سربه‌هواست، اما گاهی نیز راه حل‌هایی برای حل مسائل می‌یابد که به ذهن هیچ‌یک از افراد گروه نمی‌رسد. در دنیای جدیدِ سال ۳۰۰۰، پروفسور هیوبرت را بیشتر برای اختراعات روباتیکش می‌شناسند.
- دکتر جان اِی. زویدبرگ (با صداپیشگی بیلی وِست)، موجودی عجیب‌غریب، خرچنگ‌مانند و صندل‌به‌پاست که در شرکت پلنت اکسپرس کار می‌کند. معمولاً با نام خانوادگی‌اش، یعنی زویدبرگ، صدا زده می‌شود. در طول سریال چندین بار دیده می‌شود که تک و تنها درون سطل آشغال کنار ساختمانِ شرکت زندگی می‌کند. زویدبرگ شخصیت ساده، معصوم و مهربانی دارد و همین باعث می‌شود برخلاف نقش و حضور کمترش نسبت به باقی اعضای شرکت، یکی از دوست‌داشتنی‌ترین شخصیت‌های سریال باشد.
- هِرمیز کُنراد (با صدا پیشگی فیل لامار)، مردی جامائیکایی و مقید به تشریفات اداری‌ست که در شرکت پلنت اکسپرس کار می‌کند. او لهجهٔ غلیظ جامائیکایی دارد و معمولاً در حال انجام کاغذبازی‌های شرکت دیده می‌شود. با زویدبرگ چندان رابطهٔ خوبی ندارد و از او متنفر است. هر چند زویدبرگ، هِرمیز را بهترین دوستش می‌داند.
- اِیمی وانگ (با صداپیشگی لورن تام)، دختری اهل مریخ که رگ و ریشهٔ خانوادگی‌اش به شرق آسیا و چین بازمی‌گردد، و با بیشتر اعضای شرکت رابطهٔ خوبی دارد. او گاهی هوش کمی از خود نشان می‌دهد، اما در مقابل، خانوادهٔ پولداری دارد. ایمی به عنوان کارآموز در شرکت پلن اکسپرس کار می‌کند، اما در همان قسمت اول مشخص می‌شود که یکی از دلایل حضورش در شرکت، گروه خونی همسانش با پروفسور فارنزورث است. او همچنین در طول سریال با کیف کروکر وارد رابطه‌ای عاشقانه می‌شود.
- کیف کروکر (با صداپیشگی مائوریس لامارچ)، خدمهٔ اصلی سفینهٔ فضاییِ نیمبوس و دست راستِ کاپیتان زَپ برَنیگن است. کیف، معمولاً توسط کاپیتان برنیگن تحقیر می‌شود و اعتماد به نفس روبرو شدن با کاپیتان را نیز ندارد و ترجیح می‌دهد که با شرایط کنار بیاید. در طول سریال رابطه‌ای بین کیف و اِیمی وانگ شکل می‌گیرد.
- زَپ برَنیگن (با صداپیشگی بیلی وست)، کاپیتان بلوند سفینهٔ فضایی نیمبوس و هجویه‌ای بر کاپیتان جیمز تی. کِرک از سریال پیشتازان فضا است. شخصی پرادعا و خودپرست که به شکلی چندش‌وار با زنان لاس می‌زند. او با کیف کروکر مثل یک برده رفتار می‌کند و برهنگی و خوددار نبودن، جزوی از شخصیتش است.